# Isoodon obesulus
Espèce
Statut de conservation UICN

LC : Préoccupation mineure
Le Bandicoot brun du Sud (Isoodon obesulus) est une espèce de bandicoots peuplant le Sud de l'Australie.
Il présente un léger dimorphisme sexuel, les femelles étant un peu plus petites que les mâles. La longueur moyenne des mâles est de 330 mm, avec une queue de 120 mm. Les femelles sont plus courtes d'environ 30 mm, avec une queue plus courte de 10 mm. Les mâles pèsent en moyenne 0,9 kg, les femelles 0,7. Le pelage de ce marsupial est grossier et de couleur gris foncé à brun jaunâtre, avec le dessous blanc crème. Il a des oreilles rondes et courtes.  
La reproduction est étroitement liée à la pluviométrie locale et de nombreux bandicoots naissent toute l'année. La portée va jusqu'à 5 jeunes qui naissent après une gestation de 11 jours et sont sevrés à 2 mois.
C'est un des rares marsupiaux à posséder, comme les primates, une vision trichromatique.